# The Soul of My Suit
"The Soul of My Suit" é uma canção da banda britânica de rock T. Rex, escrita por Marc Bolan e lançada em 18 de março de 1977, pela EMI Records, como o segundo single de seu oitavo e último álbum de estúdio, Dandy in the Underworld. Alcançou o número 42 na tabela musical britânica e permaneceu no top 50 por três semanas.

## Composição e gravação
Acredita-se que "The Soul of My Suit" tenha sido influenciada pela primeira esposa de Bolan, June, de quem se separou em 1973. Em uma entrevista de 1975 na Capital Radio, Bolan descreveu "The Soul of My Suit" como tendo sido escrito sobre "um mulher que machucou meu ego". De acordo com Gloria Jones, a canção não foi apenas influenciada pelo divórcio iminente de Bolan, mas também foi uma maneira de ele dizer ao público "Se você não me apoiar, eu entendo". Ela acrescentou: "Ele sentiu que a indústria havia prejudicado sua alma porque eles eram contra sua música". Originalmente intitulado "(You Damaged) The Soul of My Suit", T. Rex gravou a faixa pela primeira vez na primavera de 1975 no Musicland Studios, em Munique.

## Lançamento e videoclipe
"The Soul of My Suit" foi o último single de T. Rex a entrar na tabela musical britânica antes da morte de Bolan em setembro de 1977. Para promover o single, a banda tocou a canção no programa Top of the Pops.
Um videoclipe foi filmado para promover a faixa, mas não foi exibido na época. Foi filmado no Hall of Mirrors em Manchester, em março de 1977, e foi o último clipe de Bolan antes de sua morte. O vídeo surgiu dos arquivos da gravadora em 1999 e, mais tarde, foi relançado no canal oficial da banda no YouTube.

## Recepção crítica
Em seu lançamento, o revisor crítico Jim Evans, do Record Mirror, deu à canção uma classificação de três em cinco e escreveu: "Marc monta um cisne branco de volta aos velhos tempos. A voz soa vacilante. Hit." O periódico Lincoln, Rutland & Stamford Mercury comentou: "Bolan nos trata com explosões estranguladas para nos lembrar do que ele era."
Em uma revisão de Dandy in the Underworld, Phil McNeill, da revista NME, observou que a faixa mostra que "a voz de Marc está tão boa como sempre – e seu jeito de tocar violão, embora sem o brilho estrangulado de outrora, está mais seguro do que nunca". Em uma revisão retrospectiva do álbum, Dave Thompson, escrevendo para o site musical AllMusic, descreveu "The Soul of My Suit" como um "anseio", e sentiu que era a faixa "mais bem sucedida" para manter a "borda soul" do trabalho passado de Bolan.

## Ficha técnica
Adaptada do encarte de Dandy in the Underworld.
T. Rex
- Marc Bolan – vocais principais, guitarras
- Dino Dines – teclados
- Herbie Flowers – baixo elétrico
- Tony Newman – bateria

Músicos adicionais
- Alfapha – vocais adicionais

Produção
- Marc Bolan – produção musical
- Mike Stavrou, Jon Walls – engenharia de áudio

## Posição nas tabelas musicais
| Tabelas musicais (1977) | Melhor posição |
| ----------------------- | -------------- |
| Reino Unido (OCC)       | 42             |